# Stanisław Jan Aleksander Ptaszycki
Stanisław Jan Aleksander Ptaszycki (ur. 27 kwietnia 1892, zm. 10 grudnia 1940 w Oświęcimiu) – polski urzędnik konsularny.
Syn Stanisława i Zofii Wyrzykowskiej. Był członkiem polskiej służby zagranicznej pełniąc funkcję m.in. wicekonsula/kier. konsulatu w Bytomiu (1922), oraz konsula/kier. konsulatu w Pile (1922-1928).